# Campeonato Mundial de Ciclismo de Montaña de 2019
El XXX Campeonato Mundial de Ciclismo de Montaña se celebró en la localidad de Mont-Sainte-Anne (Canadá) entre el 28 de agosto y el 1 de septiembre de 2019, bajo la organización de la Unión Ciclista Internacional (UCI) y la Unión Ciclista de Canadá.
Las competiciones de campo a través para cuatro (4X) fueron realizadas por separado, en la localidad italiana de Val di Sole entre el 1 y 2 de agosto.
Se compitió en tres disciplinas, las que otorgaron un total de nueve títulos de campeón mundial:
- Descenso (DH) – masculino y femenino
- Campo a través (XC) – masculino, masculino con bicicleta eléctrica, femenino, femenino con bicicleta eléctrica y mixto por relevos
- Campo a través para cuatro (XC4) – masculino y femenino

## Medallistas

### Masculino
| Evento                                         | Oro                             | Plata                               | Bronce                           |
| ---------------------------------------------- | ------------------------------- | ----------------------------------- | -------------------------------- |
| Descenso (01.09)                               | Loïc Bruni Francia 4:05,544     | Troy Brosnan Australia 4:06,125     | Amaury Pierron Francia 4:08,093  |
| Campo a través (31.08)                         | Nino Schurter · Suiza · 1:27:05 | Mathias Flückiger · Suiza · 1:27:35 | Stéphane Tempier Francia 1:27:43 |
| Campo a través para 4 (02.08)                  | Romain Mayet Francia            | Elliott Heap Reino Unido            | Felix Beckeman · Suecia          |
| Campo a través con bicicleta eléctrica (28.08) | Alan Hatherly Sudáfrica 1:04:53 | Jérôme Gilloux Francia 1:06:03      | Julien Absalon Francia 1:06:22   |

1. ↑  Prueba realizada en Val di Sole.

### Femenino
| Evento                                         | Oro                                    | Plata                                | Bronce                                  |
| ---------------------------------------------- | -------------------------------------- | ------------------------------------ | --------------------------------------- |
| Descenso (01.09)                               | Myriam Nicole Francia 4:53,266         | Tahnee Seagrave Reino Unido 4:54,430 | Marine Cabirou Francia 4:54,920         |
| Campo a través (31.08)                         | Pauline Ferrand-Prévot Francia 1:28:51 | Jolanda Neff · Suiza · 1:29:34       | Rebecca McConnell Australia 1:30:08     |
| Campo a través para 4 (02.08)                  | Romana Labounková · República Checa    | Natasha Bradley Reino Unido          | Mathilde Bernard Francia                |
| Campo a través con bicicleta eléctrica (28.08) | Nathalie Schneitter · Suiza · 1:11:38  | Maghalie Rochette · Canadá · 1:11:43 | Anneke Beerten · Países Bajos · 1:15:09 |

1. ↑  Prueba realizada en Val di Sole.

### Mixto
| Evento                             | Oro                                                                                    | Plata                                                                                           | Bronce                                                                                         |
| ---------------------------------- | -------------------------------------------------------------------------------------- | ----------------------------------------------------------------------------------------------- | ---------------------------------------------------------------------------------------------- |
| Campo a través por relevos (28.08) | Joel Roth · Janis Baumann · Sina Frei · Jolanda Neff · Nino Schurter · Suiza · 1:02,55 | Christopher Blevins Riley Amos Haley Batten Kate Courtney Keegan Swenson Estados Unidos 1:02,67 | Thibault Daniel Luca Martin Pauline Ferrand-Prévot Loana Lecomte Jordan Sarrou Francia 1:02,83 |

## Medallero
| Núm. | País            | Oro | Plata | Bronce | Total |
| ---- | --------------- | --- | ----- | ------ | ----- |
| 1    | Francia         | 4   | 1     | 6      | 11    |
| 2    | Suiza           | 3   | 2     | 0      | 5     |
| 3    | República Checa | 1   | 0     | 0      | 1     |
| 3    | Sudáfrica       | 1   | 0     | 0      | 1     |
| 5    | Reino Unido     | 0   | 3     | 0      | 3     |
| 6    | Australia       | 0   | 1     | 1      | 2     |
| 7    | Canadá          | 0   | 1     | 0      | 1     |
| 7    | Estados Unidos  | 0   | 1     | 0      | 1     |
| 9    | Países Bajos    | 0   | 0     | 1      | 1     |
| 9    | Suecia          | 0   | 0     | 1      | 1     |
|      | TOTAL           | 9   | 9     | 9      | 27    |